# Olympic Charleroi
El Olympic Charleroi es un club de fútbol belga de la ciudad de Charleroi en la provincia de Henao. Fundado en 1911, el club tiene una gran rivalidad con el Royal Sporting Charleroi. Está afiliado a la Real Asociación Belga con la matrícula 246. En su historia logró ascender una vez a la Primera División de Bélgica, donde se mantuvo casi 3 décadas, pero desde mediados de los 70 se ha hundido hacia la división nacional de menor rango. Actualmente juega en la Segunda División de Bélgica.

## Historia

### Fundación y Primeros años(1911-1946)
Fundada como Olympic Club Caroloregian Lodelinsart se unió a la Federación de Bélgica en 1912. En 1914 el nombre fue Club Olímpico de Charleroi. A mitad de los años 20 apareció el club por primera vez en la tercera división, hasta que en 1936 se coronó como campeón y ascendió a Segunda División, por su 25 aniversario y recibió el nombre de Royal Olympic Club de Charleroi. Olympic se pasa ahora a cargo de la Primera División y se retiró después de dos temporadas en el tercer lugar. El club no participó más debido a la Segunda Guerra Mundial, hasta que en la temporada 1946-1947 consiguió siempre el mejor resultado en historia un segundo lugar en la clasificación final, sólo a dos puntos del campeón RSC Anderlecht. 

### Descenso de la Primera División (1947-1981)
A partir de la temporada 1947/48 fue rival de R. Charleroi SC junto a él en la clase más alta. Olympic volvió unos años en el medio de la tabla, en 1955 relegado por primera vez para la próxima temporada, Olympic ahora se mantuvo hasta el año 1981 en la Segunda División, con la excepción de la temporada 1967-68 y 1974-75, cuando cada uno de ellos podría forzar un ascenso a Primera relegado de nuevo después de una temporada. En 1972, el nombre del club cambió a Royal Olympic Club de Montignies-sur-Sambre , sin embargo en 1982, volvió a su nombre anterior.

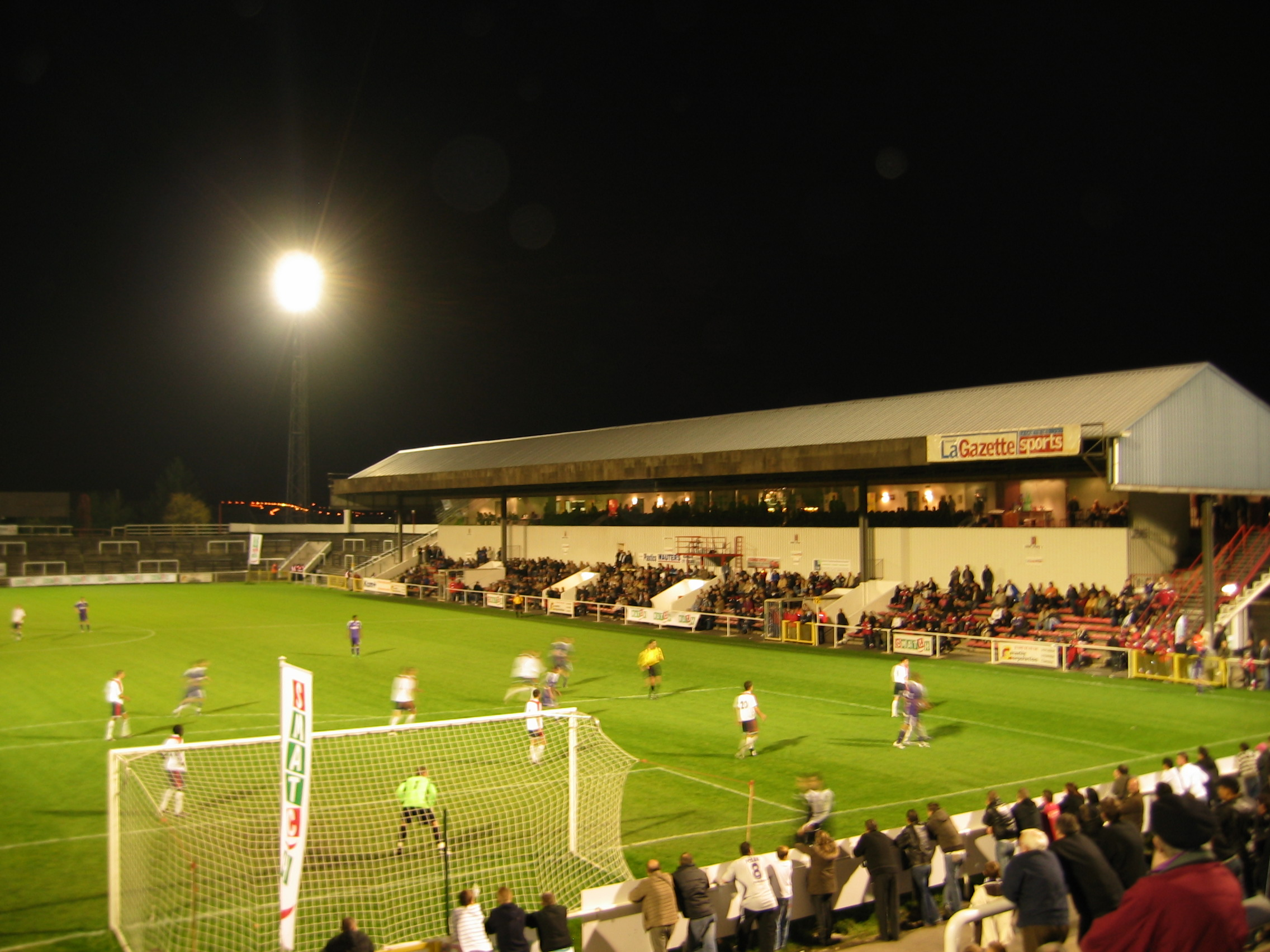
Estadio de la Neuville

### Período en la Tercera División (1981-2006)
Olympic tuvo un período difícil, terminado en la cola de su serie en la Tercera División y relegados en 1984 hasta la Cuarta División de Bélgica , Después de la primera temporada en medio de la tabla, el equipo tuvo éxito en 1986 para jugar en el campeón de todos modos en su serie de vuelta y tomar un lugar en la tercera división. En 1996 , tuvo un campeón, pero su estancia en la división fue breve y Olympic jugó después de una temporada volviendo a la Tercera División
En el año 2000 se fusionó con RA Marchienne  y jugó con el nombre básico de Royal Olympic Club de Charleroi-Marchienne .

### El ascenso a Segunda División (2007-2009)
En la temporada 2006/07 logró el campeonato , por lo que de nuevo ascendió a Segunda División después de diez años. Debido a que su antiguo estadio Olímpico (Stade de la Neuville) fue rechazado, tenían que buscar un nuevo estadio. El estadio que se encontró fue el estadio del Sporting Charleroi, Stade du Pays de Charleroi. El primer partido contra Royal Antwerp FC se terminó en este estadio, a continuación, podría ser volver a su antiguo estadio en La Neuville. Luego, en la temporada 2007/08 comenzó el club excelente e incluso parecía estar dirigiéndose a una nueva final, pero luego comenzó a aflojar y terminó en la mitad de la tabla. Hacia el final de la temporada Olympic apareció brevemente en zonas de descenso pero logró salir. El 26 de abril, el equipo volvió a recibir una licencia durante la temporada 2008/09 .
Olympic comenzó la temporada relativamente pobre, con nueve partidos y tan sólo 7 puntos de 27, y un decimocuarto lugar. El 13 de octubre se decidió el despido del entrenador. El equipo siguió sin rendir y sólo logró 15 puntos , luego perdió con el KV Woluwe-Zaventem. Con esta derrota descendió de la segunda división del club después de dos años 

### Tercera División y problema económicos (2009-2019)
En la temporada 2010/11 se logró la octava posición. En julio de 2011 el club pasó a estar en serios problemas financieros con una deuda de 200.000 euros y también reveló que los jugadores no cobraban durante meses. Esto podría llevarlo a la quiebra, hasta que la Asociación Belga de Fútbol declaró que podía seguir jugando, ya que había cumplido su deuda en bonos. Sin embargo, el 10 de septiembre los profesionales no estaban asegurados por lo que el equipo se presentó a jugar contra KMSK Deinze con un equipo juvenil (terminando en derrota 7-0). A finales de septiembre el club fue suspendido por la Federación y fue condenado a la prohibición de su participación. El 10 de octubre, el club fue declarado en quiebra por el Juzgado de lo Mercantil. La KBVB no eliminó al club de la clasificación, pero otorgó una derrota por 5-0 en cada partido. El 30 de junio de 2012 se eliminaría el número de matrícula, pero un grupo inversor en torno a Adem Sahin salvó al club en el último momento.
En 2014 terminó sexto en la cuarta división, pero fue relegado a la primera provincial por problemas económicos. El club volvió a ascender en solo una temporada. El 1 de julio de 2016 se volvió a cambiar el nombre a Royal Olympic Club de Charleroi.
En 2019 se fusionó nuevamente, esta vez con el club de Primera División Aficionada Châtelet-Farciennes SC, que llevaba el número matrícula 725. El club de fusión mantuvo la matrícula del Olympic Charleroi y cambió el nombre a Olympic Charleroi Châtelet Farciennes, generalmente abreviado como Olympic Charleroi CF. Debido a que Châtelet-Farciennes jugaba en Primera División Aficionada, al nuevo equipo se le permitió jugar inmediatamente al más alto nivel amateur en Bélgica en la primera temporada.

## Temporada a temporada
| Temporada                                                                                   | Nivel | Nivel | Nivel | Nivel | Nivel | Denominación                           | Puntuación                                            | Observaciones | Copa de Bélgica                                       |  |
|                                                                                             | I     | II    | III   | P.I   | P.II  | desde 1926/27 hay 3 niveles nacionales | desde 1926/27 hay 3 niveles nacionales                | desde 1926/27 hay 3 niveles nacionales | Copa de Bélgica                                       |  |
| ------------------------------------------------------------------------------------------- | ----- | ----- | ----- | ----- | ----- | -------------------------------------- | ----------------------------------------------------- | --- | ----------------------------------------------------- |  |
| como OC de Charleroi (Olympic Club de Charleroi)                                            |       |       |       |       |       |                                        |                                                       | |                                                       |  |
| 1926/27                                                                                     |       |       | 2     |       |       | Tercera C                              | 35                                                    | |                                                       |  |
| 1927/28                                                                                     |       |       | 7     |       |       | Tercera B                              | 29                                                    | |                                                       |  |
| 1928/29                                                                                     |       |       | 4     |       |       | Tercera B                              | 36                                                    | |                                                       |  |
| 1929/30                                                                                     |       |       | 5     |       |       | Tercera B                              | 32                                                    | |                                                       |  |
| 1930/31                                                                                     |       |       | 11    |       |       | Tercera B                              | 16                                                    | |                                                       |  |
| 1931/32                                                                                     |       |       | 5     |       |       | Tercera C                              | 30                                                    | |                                                       |  |
| 1932/33                                                                                     |       |       | 6     |       |       | Tercera C                              | 27                                                    | |                                                       |  |
| 1933/34                                                                                     |       |       | 7     |       |       | Tercera C                              | 25                                                    | |                                                       |  |
| 1934/35                                                                                     |       |       | 10    |       |       | Tercera C                              | 25                                                    | |                                                       |  |
| 1935/36                                                                                     |       |       | 1     |       |       | Tercera B                              | 50                                                    | |                                                       |  |
| 1936/37                                                                                     |       | 1     |       |       |       | Segunda B                              | 42                                                    | |                                                       |  |
| como ROC de Charleroi (Royal Olympic Club de Charleroi)                                     |       |       |       |       |       |                                        |                                                       | |                                                       |  |
| 1937/38                                                                                     | 11    |       |       |       |       | Primera                                | 22                                                    | |                                                       |  |
| 1938/39                                                                                     | 3     |       |       |       |       | Primera                                | 33                                                    | |                                                       |  |
| 1939/40                                                                                     | 4     |       |       |       |       | Primera                                | 12                                                    | la competición terminó prematuramente debido a la Segunda Guerra Mundial |                                                       |  |
| 1940/41                                                                                     | 3     |       |       |       |       | Primera A                              | 14                                                    | competición especial de emergencia durante la guerra, con dos grupos provinciales |                                                       |  |
| 1941/42                                                                                     | 4     |       |       |       |       | Primera                                | 33                                                    | |                                                       |  |
| 1942/43                                                                                     | 9     |       |       |       |       | Primera                                | 27                                                    | |                                                       |  |
| 1943/44                                                                                     | 9     |       |       |       |       | Primera                                | 28                                                    | |                                                       |  |
| 1944/45                                                                                     | 8     |       |       |       |       | Primera                                | 16                                                    | la competición terminó prematuramente debido a la Segunda Guerra Mundial |                                                       |  |
| 1945/46                                                                                     | 17    |       |       |       |       | Primera                                | 30                                                    | |                                                       |  |
| 1946/47                                                                                     | 2     |       |       |       |       | Primera                                | 48                                                    | |                                                       |  |
| 1947/48                                                                                     | 6     |       |       |       |       | Primera                                | 30                                                    | |                                                       |  |
| 1948/49                                                                                     | 14    |       |       |       |       | Primera                                | 25                                                    | |                                                       |  |
| 1949/50                                                                                     | 8     |       |       |       |       | Primera                                | 32                                                    | |                                                       |  |
| 1950/51                                                                                     | 9     |       |       |       |       | Primera                                | 29                                                    | |                                                       |  |
| 1951/52                                                                                     | 8     |       |       |       |       | Primera                                | 31                                                    | |                                                       |  |
|                                                                                             | I     | II    | III   | IV    | P.I   | desde 1952/53 hay 4 niveles nacionales | desde 1952/53 hay 4 niveles nacionales                | desde 1952/53 hay 4 niveles nacionales |                                                       |  |
| 1952/53                                                                                     | 7     |       |       |       |       | Primera                                | 30                                                    | | ?                                                     |  |
| 1953/54                                                                                     | 9     |       |       |       |       | Primera                                | 30                                                    | | R5                                                    |  |
| 1954/55                                                                                     | 16    |       |       |       |       | Primera                                | 17                                                    | | 1/16                                                  |  |
| 1955/56                                                                                     |       | 2     |       |       |       | Segunda                                | 40                                                    | | R5                                                    |  |
| 1956/57                                                                                     | 11    |       |       |       |       | Primera                                | 25                                                    | | ?                                                     |  |
| 1957/58                                                                                     | 11    |       |       |       |       | Primera                                | 26                                                    | | ?                                                     |  |
| 1958/59                                                                                     | 11    |       |       |       |       | Primera                                | 24                                                    | | ?                                                     |  |
| 1959/60                                                                                     | 10    |       |       |       |       | Primera                                | 29                                                    | | ?                                                     |  |
| 1960/61                                                                                     | 13    |       |       |       |       | Primera                                | 26                                                    | | ?                                                     |  |
| 1961/62                                                                                     | 13    |       |       |       |       | Primera                                | 25                                                    | | ?                                                     |  |
| 1962/63                                                                                     | 16    |       |       |       |       | Primera                                | 19                                                    | | ?                                                     |  |
| 1963/64                                                                                     |       | 3     |       |       |       | Segunda                                | 44                                                    | | 1/4                                                   |  |
| 1964/65                                                                                     |       | 4     |       |       |       | Segunda                                | 32                                                    | | 1/16                                                  |  |
| 1965/66                                                                                     |       | 4     |       |       |       | Segunda                                | 36                                                    | | R5                                                    |  |
| 1966/67                                                                                     |       | 2     |       |       |       | Segunda                                | 43                                                    | | 1/16                                                  |  |
| 1967/68                                                                                     | 16    |       |       |       |       | Primera                                | 20                                                    | | 1/16                                                  |  |
| 1968/69                                                                                     |       | 5     |       |       |       | Segunda                                | 34                                                    | | R5                                                    |  |
| 1969/70                                                                                     |       | 8     |       |       |       | Segunda                                | 31                                                    | | 1/2                                                   |  |
| 1970/71                                                                                     |       | 14    |       |       |       | Segunda                                | 22                                                    | | R5                                                    |  |
| 1971/72                                                                                     |       | 5     |       |       |       | Segunda                                | 36                                                    | | 1/16                                                  |  |
| como ROC de Montignies-sur-Sambre (Royal Olympic Club de Montignies-sur-Sambre)             |       |       |       |       |       |                                        |                                                       | |                                                       |  |
| 1972/73                                                                                     |       | 12    |       |       |       | Segunda                                | 26                                                    | | R5                                                    |  |
| 1973/74                                                                                     |       | 1     |       |       |       | Segunda                                | 41                                                    | | R5                                                    |  |
| 1974/75                                                                                     | 19    |       |       |       |       | Primera                                | 23                                                    | | 1/16                                                  |  |
| 1975/76                                                                                     |       | 11    |       |       |       | Segunda                                | 28                                                    | | 1/16                                                  |  |
| 1976/77                                                                                     |       | 10    |       |       |       | Segunda                                | 29                                                    | | 1/8                                                   |  |
| 1977/78                                                                                     |       | 13    |       |       |       | Segunda                                | 25                                                    | | 1/16                                                  |  |
| 1978/79                                                                                     |       | 13    |       |       |       | Segunda                                | 23                                                    | | 1/16                                                  |  |
| 1979/80                                                                                     |       | 6     |       |       |       | Segunda                                | 30                                                    | | 1/8                                                   |  |
| 1980/81                                                                                     |       | 15    |       |       |       | Segunda                                | 17                                                    | | R5                                                    |  |
| 1981/82                                                                                     |       |       | 11    |       |       | Tercera A                              | 24                                                    | | R5                                                    |  |
| como ROC de Charleroi (Royal Olympic Club de Charleroi)                                     |       |       |       |       |       |                                        |                                                       | |                                                       |  |
| 1982/83                                                                                     |       |       | 11    |       |       | Tercera A                              | 28                                                    | | R5                                                    |  |
| 1983/84                                                                                     |       |       | 15    |       |       | Tercera A                              | 19                                                    | | R5                                                    |  |
| 1984/85                                                                                     |       |       |       | 8     |       | Cuarta B                               | 29                                                    | | R5                                                    |  |
| 1985/86                                                                                     |       |       |       | 1     |       | Cuarta C                               | 46                                                    | | R4                                                    |  |
| 1986/87                                                                                     |       |       | 13    |       |       | Tercera A                              | 26                                                    | | R4                                                    |  |
| 1987/88                                                                                     |       |       | 2     |       |       | Tercera A                              | 40                                                    | | 1/16                                                  |  |
| 1988/89                                                                                     |       |       | 4     |       |       | Tercera A                              | 35                                                    | | R4                                                    |  |
| 1989/90                                                                                     |       |       | 12    |       |       | Tercera A                              | 24                                                    | | R5                                                    |  |
| 1990/91                                                                                     |       |       | 5     |       |       | Tercera A                              | 34                                                    | | R4                                                    |  |
| 1991/92                                                                                     |       |       | 3     |       |       | Tercera A                              | 35                                                    | | 1/16                                                  |  |
| 1992/93                                                                                     |       |       | 7     |       |       | Tercera A                              | 32                                                    | | 1/8                                                   |  |
| 1993/94                                                                                     |       |       | 4     |       |       | Tercera A                              | 35                                                    | | 1/16                                                  |  |
| 1994/95                                                                                     |       |       | 3     |       |       | Tercera A                              | 41                                                    | | R3                                                    |  |
| 1995/96                                                                                     |       |       | 1     |       |       | Tercera A                              | 57                                                    | | R4                                                    |  |
| 1996/97                                                                                     |       | 16    |       |       |       | Segunda                                | 33                                                    | | R5                                                    |  |
| 1997/98                                                                                     |       |       | 13    |       |       | Tercera A                              | 33                                                    | | R5                                                    |  |
| 1998/99                                                                                     |       |       | 8     |       |       | Tercera A                              | 41                                                    | | R5                                                    |  |
| 1999/00                                                                                     |       |       | 3     |       |       | Tercera B                              | 50                                                    | | R4                                                    |  |
| como ROC de Charleroi-Marchienne (Royal Olympic Club de Charleroi-Marchienne)               |       |       |       |       |       |                                        |                                                       | |                                                       |  |
| 2000/01                                                                                     |       |       | 13    |       |       | Tercera B                              | 34                                                    | | R5                                                    |  |
| 2001/02                                                                                     |       |       | 6     |       |       | Tercera B                              | 49                                                    | | R3                                                    |  |
| 2002/03                                                                                     |       |       | 3     |       |       | Tercera B                              | 55                                                    | | R3                                                    |  |
| 2003/04                                                                                     |       |       | 9     |       |       | Tercera B                              | 36                                                    | | R4                                                    |  |
| 2004/05                                                                                     |       |       | 9     |       |       | Tercera B                              | 37                                                    | | 1/8                                                   |  |
| 2005/06                                                                                     |       |       | 4     |       |       | Tercera B                              | 47                                                    | | 1/16                                                  |  |
| 2006/07                                                                                     |       |       | 1     |       |       | Tercera B                              | 57                                                    | | R4                                                    |  |
| 2007/08                                                                                     |       | 11    |       |       |       | Segunda                                | 46                                                    | | 1/16                                                  |  |
| 2008/09                                                                                     |       | 15    |       |       |       | Segunda                                | 39                                                    | | R5                                                    |  |
| 2009/10                                                                                     |       |       | 2     |       |       | Tercera B                              | 62                                                    | | R4                                                    |  |
| 2010/11                                                                                     |       |       | 8     |       |       | Tercera B                              | 55                                                    | | R4                                                    |  |
| 2011/12                                                                                     |       |       | 18    |       |       | Tercera A                              | 0                                                     | Retirado de la competición el 10 de octubre por quiebra. Los resultados fueron descartados después de la temporada.                                                                               | R3                                                    |  |
| 2012/13                                                                                     |       |       |       | 9     |       | Cuarta D                               | 39                                                    | | R2                                                    |  |
| 2013/14                                                                                     |       |       |       | 6     |       | Cuarta A                               | 50                                                    | Regresó a Primera Provincial después de esta temporada por problemas económicos | R3                                                    |  |
| 2014/15                                                                                     |       |       |       |       | 1     | Primera prov. Henao                    | 84                                                    | | -                                                     |  |
| 2015/16                                                                                     |       |       |       | 1     |       | Cuarta B                               | 62                                                    | | R4                                                    |  |
| como Royal Olympic Club de Charleroi                                                        |       |       |       |       |       |                                        |                                                       | |                                                       |  |
|                                                                                             | 1A    | 1B    | 1Am   | 2Am   | 3Am   | P.I                                    | desde 2016-17 hay 3 niveles nacionales y 2 regionales | desde 2016-17 hay 3 niveles nacionales y 2 regionales | desde 2016-17 hay 3 niveles nacionales y 2 regionales |  |
| 2016/17                                                                                     |       |       |       | 3     |       | Segunda Afic.                          | 51                                                    | | R2                                                    |  |
| 2017/18                                                                                     |       |       |       | 3     |       | Segunda Afic.                          | 54                                                    | | R3                                                    |  |
| 2018/19                                                                                     |       |       |       | 15    |       | Segunda Afic.                          | 24                                                    | Fusión con Châtelet-Farciennes SC, el club siguió jugando en su propio estadio con su propia matrícula. Sin embargo, debido a la fusión, se le permitió participar en Primera División Aficionada | 1/16                                                  |  |
| Fusión con Châtelet-Farciennes SC para convertirse en Olympic Charleroi Châtelet Farciennes |       |       |       |       |       |                                        |                                                       | |                                                       |  |

| Temporada                                  | Nivel | Nivel | Nivel | Nivel | Nivel | Denominación        | Puntuación | Observaciones                                                                                              | Copa de Bélgica |
|                                            | 1A    | 1B    | 1Am   | 2Am   | 3Am   |                     |            | | Copa de Bélgica |
| ------------------------------------------ | ----- | ----- | ----- | ----- | ----- | ------------------- | ---------- | --- | --------------- |
| como Olympic Charleroi Châtelet Farciennes |       |       |       |       |       |                     |            | |                 |
| 2019/20                                    |       |       | 10    |       |       | Primera Afic.       | 30         | La competición se suspendió antes de tiempo debido a la crisis de la corona.                               | R4              |
| como Royal Olympic Club de Charleroi       |       |       |       |       |       |                     |            | |                 |
| 2020/21                                    |       |       | -     |       |       | División Nacional 1 | -          | La competición se detuvo antes de tiempo debido a la crisis del coronavirus y los resultados se cancelaron | 1/8             |
| 2021/22                                    |       |       | 5     |       |       | División Nacional 1 | 46         | | R4              |
| 2022/23                                    |       |       | 7     |       |       | División Nacional 1 | 60         | | R4              |
| 2023/24                                    |       |       | 7     |       |       | División Nacional 1 | 50         | |                 |
| 2024/25                                    |       |       | 1     |       |       | División Nacional 1 | 49         | ascenso |                 |

## Títulos
- Primera División de Bélgica

Sub-Campeón(1): 1946-47
- Segunda División de Bélgica

Campeón(2): 1936-37, 1973-74
Sub-Campeón(2): 1955-56, 1966-67
- Tercera División de Bélgica

Campeón(3): 1935-36, 1995-96, 2006-07
Sub-Campeón(3): 1926-1927, 1987-1988, 2009/10
- Cuarta División de Bélgica

Ganador (1): 1985-86
- División Nacional 1 de Bélgica

Campeón (1): 2025